# Rangers AFC
Der Rangers Association Football Club (auch Christchurch Rangers genannt) war ein neuseeländischer Fußballklub aus Christchurch in der Region Canterbury.

## Geschichte
Der Klub wurde ursprünglich bereits im Jahr 1910 von Verkaufsmitarbeitern gegründet, welche durch ihre Arbeitszeiten nur am Donnerstag spielen konnten. Durch neue Ladenschlussgesetze trat der Klub dann im Jahr 1913 offiziell der Canterbury Football Association bei, womit man nun am offiziellen Spielbetrieb teilnehmen konnte. Schon in frühen Jahren gelangen dem Klub einige Erfolge, darunter auch drei Gewinne des English Cup.
In der Saison 1968 spielte man erstmals in der Division 1 und erreichte hier in der Saison 1973 sogar die Meisterschaft, verpasste jedoch den Aufstieg in den Playoffs. Darauf folgten noch zwei weitere Meistertitel in Folge, an dessen Ende aber auch wieder ein Scheitern in den Playoffs folgte. Nach dem vierten Meistertitel in der Saison 1979 stieg man dann in die erstklassige National Soccer League auf. Nach einem neunten Platz in der Spielzeit 1980 gelang in der Folgesaison kein einziger Sieg und so ging es über den letzten Platz wieder runter in die Division 1.
Aber auch weiterhin spielte man oben mit und wurde in den nächsten Jahren sehr oft Meister und nahm so auch wieder an den Playoffs teil. Hier jedoch wieder ohne jeglichen Erfolg. Zur Saison 1993 durfte man innerhalb der dortigen Southern League Staffel dann an der Superclub League teilnehmen. Mit 41 Punkten erreichte man hier sogar über den zweiten Platz die National League. Dort schloss man die Saison dann aber auf dem letzten Platz ab. In den beiden Folgesaisons verpasste man die National League dann jeweils über den dritten Platz.
Zur Saison 1997 stieg man nun in den Spielbetrieb der Mainland Premier League ein. Wo man auch über die folgenden zehn Jahre spielte, das beste Ergebnis war hier einmal die Vizemeisterschaft in der Saison 1998.
Im Jahr 2007 fusionierte der Klub schließlich mit dem New Brighton AFC, um den Coastal Spirit FC zu bilden.

## Erfolge
- Division 1
  - Meister (7): 1973, 1974, 1975, 1979, 1982, 1983, 1985